# Збаразький Володимир Васильович
Володимир Васильович Збаразький (6 лютого 1929, село Боровиця, тепер Черкаського району Черкаської області — ?) — молдавський радянський державний і комуністичний діяч, заступник голови Ради міністрів Молдавської РСР, міністр будівництва Молдавської РСР. Депутат Верховної Ради Молдавської РСР 7—10-го скликань. Член ЦК Комуністичної партії Молдавії.

## Життєпис
Народився в селянській родині. У 1953 році закінчив Дніпропетровський інженерно-будівельний інститут.
У 1953—1958 роках — майстер, головний механік, головний інженер будівельно-монтажного управління тресту «Цукробуд» на спорудженні Гіндештського цукрового заводу Флорештського району Молдавської РСР.
Член КПРС з 1955 року.
У 1958—1962 роках — головний інженер будівельного управління № 15 тресту «Цементбуд» на спорудженні Рибницького цементного заводу Молдавської РСР.
У 1962—1963 роках — 2-й секретар Рибницького районного комітету КП Молдавії; голова виконавчого комітету Рибницької міської ради депутатів трудящих.
У 1963 — 21 жовтня 1967 року — 1-й заступник голови Державної планової комісії Ради міністрів Молдавської РСР.
21 жовтня 1967 — 23 листопада 1976 року — заступник голови Ради міністрів Молдавської РСР.
У 1971 році закінчив заочно Вищу партійну школу при ЦК КПРС.
23 листопада 1976 — 8 січня 1981 року — міністр будівництва Молдавської РСР.
Подальша доля невідома.

## Нагороди
- два ордени Трудового Червоного Прапора
- медалі
- Заслужений будівельник Молдавської РСР (1974)